# Draba ovibovina
Draba ovibovina — вид квіткових рослин родини капустяних (Brassicaceae).

## Поширення
Флора Гренландії.